# Сергей Наговицин
Сергей Борисович Нагови́цин (на руски: Сергей Борисович Наговицын) е руски певец, поет, автор и изпълнител на руски шансони и градски романси.

## Биография
Роден е на 22 юли 1968 г. в Перм. В училище има посредствени оценки, но сериозно се занимава със спорт, има спортно звание по бокс. След завършването на училище постъпва в Пермската държавна медицинска академия, но е прекъсва заради служба в армията. След това пъстъпва на работа в пермския „Горгаз“, където започва творческия си път, в състава на самодейна рок-група, съставена от служители на „Горгаз“. През 1991 г. записва първия си албум – „Полная луна“.
На следващата година московската продуцентска група „Русское шоу“ подписва с Наговицин договор, но сътрудничеството е кратко. През 1994 г. издава втория си албум, „Городские встречи“, а през 1996 – третия, „Дори-Дори“.
Като свои любими изпълнители музикантът назовава Аркадий Северни, Владимир Висоцки, Александър Розенбаум и Александър Новиков.
На 24 юни 1999 г. на Сергей Наговицин и жена му Инна се ражда дъщеря Евгения. През нощта на 20 срещу 21 декември същата година, след концерт в Курган, Сергей Наговицин умира – от сърдечен удар или инсулт. На 22 декември Сергей е погребан в Перм, на Закамското гробище.

## Творчество
През живота си авторът издава 6 официални албума: „Полная луна“ (1991), „Городские встречи“ (1994), „Дори-дори“ (1996), „Этап“ (1997), „Приговор“ (1998), „Разбитая судьба“ (1999).
След смъртта му са издадени албумите „Вольный ветер“ (2003), „Дзынь-дзара“ (2004) и „Под гитару“ (2006), в които влизат и неиздавани преди това композиции.
Дискография
- Полная луна
- Городские встречи
- Дори-дори
- Этап
- Приговор
- Разбитая судьба
- Вольный ветер
- Дзынь-дзара
- Под гитару